# 近代柔道
『近代柔道』（きんだいじゅうどう）は、ベースボール・マガジン社が発行していた柔道の専門雑誌。

## 概要
1979年11月号を創刊号として、毎月22日（かつては20日）に発売されていた。定価は990円だが特別定価として若干割り増しになる場合が多かった。国内外の大会の結果や展望をはじめとして、指導者による技術講座や、活躍している選手の紹介記事などがよく掲載されていた。
講道館柔道資料館・図書館には創刊号からの全巻が開架式で保管されており、開館時間内であれば誰でも自由に閲覧する事ができた。
2022年7月発売の8月号を以て休刊となった。

## 主なコーナー
- コラム　ON/OFF
- 入門！　一流の技術
- 柔道をカガクする
- 小説　講道館草創期物語
- りれ～と～く
- 撮ったもの勝ち！
- 大学柔道の系譜
- 全日本柔道連盟のページ
- やわらパーク
- 解体新書
- 道場紀行
- 全国各地の大会記録

### かつて存在した主なコーナー
- 名選手ものがたり
- 転機 -あの試合、あの言葉-

## 備考
- 1980年代は毎号のように裏表紙はアエロフロートの広告であった。1990年代はミキハウスがそれに取って替わった。
- 1990年代の一時期は毎号のように柔道選手のカードが付録として付いていたことがあった。
- 1983年のモスクワ世界選手権、1984年のロサンゼルスオリンピック、1995年の幕張世界選手権、2003年の大阪世界選手権の際には増刊号が出版された。さらに、1985年には山下泰裕引退記念増刊号、1986年には1945～1985激動のスポーツ40年史　柔道 早春号[2]、1989年には激動の昭和スポーツ史⑯　柔道　青葉号がそれぞれ出版された。
- 1998年4月号から表紙のタイトルロゴが漢字の柔道からアルファベットのJUDOに変わった。
- 1987年11月号の創刊100号及び1996年2月号の創刊200号の際には、記念として大きな特集記事が組まれたが、2004年6月号の創刊300号の際には特にそのような特集は組まれなかった。
- 2018年3月号から増刊として前年12月に休刊となった剣道雑誌『剣道日本』（スキージヤーナル社）の事実上の後身にあたる『剣道JAPAN』が出版されている。